# Olivese
Olivese (korsisch Livesi) ist eine Gemeinde mit 220 Einwohnern (Stand: 1. Januar 2022) auf der französischen Mittelmeerinsel Korsika. Sie gehört zum Département Corse-du-Sud, zum Arrondissement Ajaccio und zum Kanton Taravo-Ornano. Die Bewohner werden Olivesains und Olivesaines genannt.

## Geografie
Die Mairie von Olivese befindet sich auf 520 Metern über dem Meeresspiegel. Die Gemeinde grenzt im Nordwesten an Zévaco, im Norden an Corrano, im Nordosten an Zicavo, im Osten und Südosten an Aullène, im Südwesten an Argiusta-Moriccio und im Westen an Forciolo.

## Bevölkerungsentwicklung
| Jahr      | 1962 | 1968 | 1975 | 1982 | 1990 | 1999 | 2006 | 2012 | 2020 |
| --------- | ---- | ---- | ---- | ---- | ---- | ---- | ---- | ---- | ---- |
| Einwohner | 435  | 363  | 300  | 319  | 283  | 282  | 268  | 237  | 218  |

## Sehenswürdigkeiten
- Pfarrkirche Saint-Augustin, 1894 erbaut
- Kapelle Saint-Georges
- Kapelle Pilucciu